# Міфологічний живопис
Міфологічний живопис — в образотворчому мистецтві — підвид (різновид) історичного жанру, сюжетом якого є теми з міфології різних народів. У роботах художників цього жанру набули значної розробки теми з античної (грецької та римської) міфології, хоча зустрічаються епізоди зі скандинавської, кельтської, слов’янської та міфологій інших народів. Міфологічний живопис за тематикою є близьким до релігійного (біблійного) живопису. Міфологічний жанр часто переплітається з іншими жанрами (наприклад, портрет реальної історичної особи в образі певного міфологічного героя, тощо).